# HU6
HU6（5-((2,4-二硝基苯氧基)甲基)-1-甲基-2-硝基-1H-咪唑）是线粒体解偶联剂2,4-二硝基苯酚(DNP) 的前药，其旨在最大限度地减慢DNP的吸收速度并削减，以提供更广泛的治疗指数并提高安全性。该药物由Shaharyar Khan开发，并由Rivus Pharmaceuticals获得专利并进行临床开发。经过测试可减轻代谢功能障碍相关脂肪性肝病并伴危险因素的人群的体重及其肝脏脂肪含量。在 2a 期试验中，在较高的剂量下，肝脏脂肪平均减少了 30% 以上，并且体重显著减轻。 其2b 期试验已于 2023 年底启动。一项针对代谢功能障碍相关性脂肪性肝炎（Metabolic Dysfunction-Associated Steatohepatitis, MASH）患者的2b期临床试验随后启动，该研究的数据预计将在2025年公布。此外，该药物还对患有射血分数保留型心力衰竭（Heart Failure with Preserved Ejection Fraction, HFpEF）的患者进行了2a期研究，而该疾病主要由内脏脂肪和肥胖引起。该研究达到了以减重为目标的主要终点，并达到了多项次要终点。

## 合成
根据Rivus Pharmaceuticals于专利中给出的说明，合成5-((2,4-二硝基苯氧基)甲基)-1-甲基-2-硝基-1H-咪唑的路径为通过将用约20％水润湿2,4‑二硝基苯酚溶于二氯甲烷中与与无水硫酸钠一起搅拌2小时并用二氯甲烷洗涤后，加入(1‑甲基‑2‑硝基‑1H‑咪唑‑5‑基)甲醇和三苯基膦，将混合物在室温下搅拌直至获得溶液。然后将溶液在冰浴中冷却，并用DIAD处理。1小时后， 移去冰浴，将混合物在室温下搅拌过夜。在硅胶柱上纯化粗产物以分离出与三苯基氧化膦混合的产物。在用叔丁基甲基醚研磨固体以除去三苯基氧化膦后，得到5‑[(2 ,4‑二硝基苯氧基) 甲基]‑1‑甲基‑2‑硝基‑1H‑咪唑，产率为30%。其中的(1‑甲基‑2‑硝基‑1H‑咪唑‑5‑基)甲醇是基于美国专利US8003625B2合成的。
化学反应方程式如下：